# Willow Koerber
Willow Koerber (12 de diciembre de 1977) es una deportista estadounidense que compitió en ciclismo de montaña en la disciplina de campo a través. Ganó dos medallas de bronce en el Campeonato Mundial de Ciclismo de Montaña, en los años 2009 y 2010.

## Palmarés internacional
| Campeonato Mundial | Campeonato Mundial        | Campeonato Mundial | Campeonato Mundial |
| Año                | Lugar                     | Medalla            | Competición        |
| ------------------ | ------------------------- | ------------------ | ------------------ |
| 2009               | Camberra (Australia)      | Medalla de bronce  | Campo a través     |
| 2010               | Mont-Sainte-Anne (Canadá) | Medalla de bronce  | Campo a través     |